# Ellen Ehni

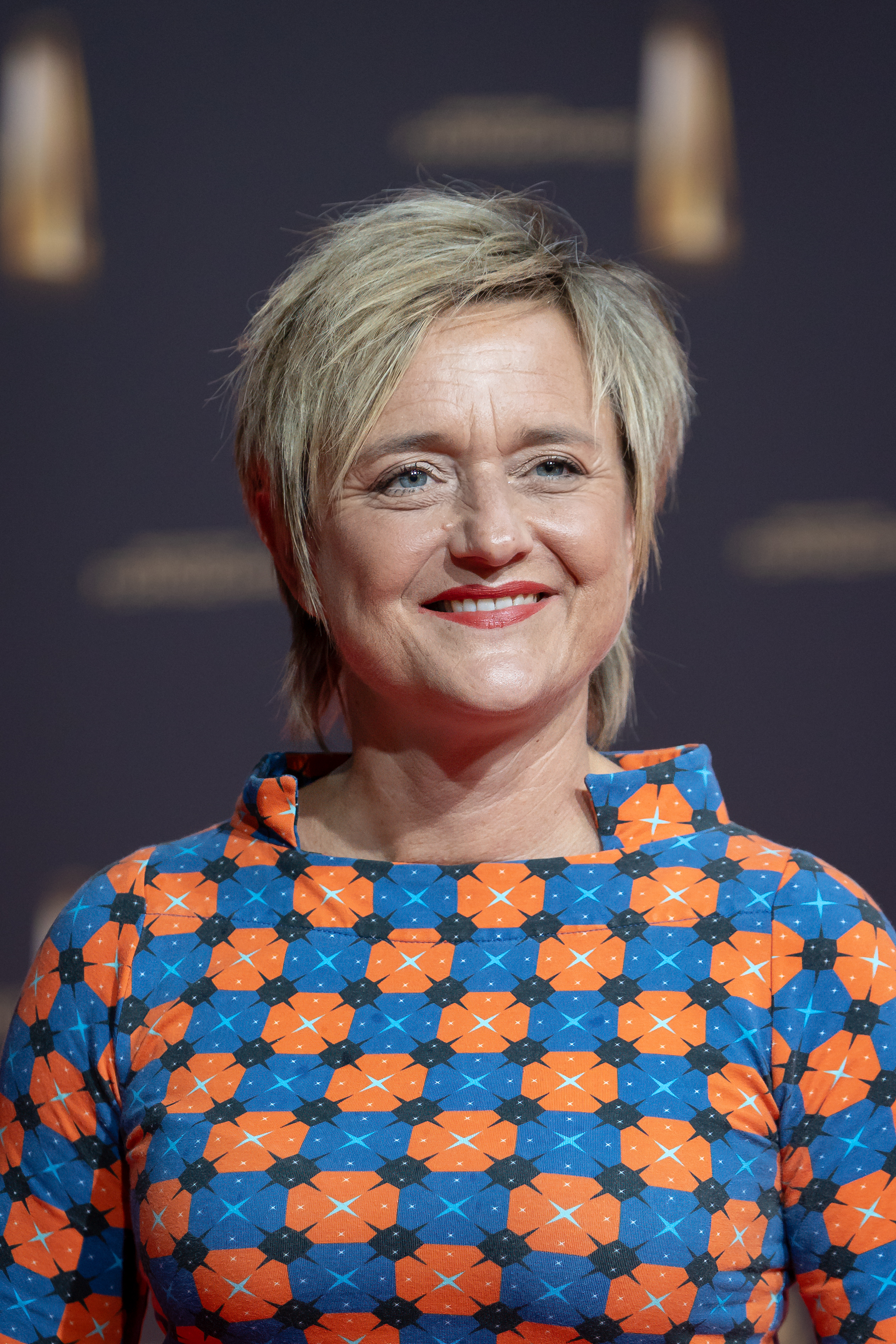
Ellen Ehni, 2024

Ellen Ehni [e'niː] (* 1. August 1973 in Heidelberg) ist eine deutsche Journalistin, Juristin und Fernsehmoderatorin. Beim Westdeutschen Rundfunk (WDR) ist sie Chefredakteurin Fernsehen und leitet den Programmbereich für Politik und Zeitgeschehen.

## Karriere
Ehni studierte deutsches und französisches Recht an den Universitäten Köln und Paris 1 (Sorbonne), später legte sie an der Humboldt-Universität zu Berlin das erste juristische Staatsexamen ab. Nach einem Volontariat beim Norddeutschen Rundfunk arbeitete sie dort als Journalistin. Sie war Redakteurin bei NDR aktuell und Reporterin für die Nachrichtensendungen Tagesschau und Tagesthemen.
Beim WDR stieg Ehni 2004 als Redakteurin der Programmgruppe Wirtschaft und Recht ein und war für die Sendungen Markt, Plusminus und ARD Ratgeber Recht tätig. Letztere moderierte sie auch, ebenso wie, als Vertreterin, das ARD-Morgenmagazin. Im Jahr 2007 wechselte sie für fünf Jahre ins Studio Paris als ARD-Korrespondentin. Die Programmgruppe Wirtschaft und Recht leitet sie seit dem Jahr 2012. Sie ist weiterhin als Moderatorin tätig, u. a. beim DeutschlandTrend in den Tagesthemen und bei Ausgaben des ARD-Brennpunkts und des ARD Extras sowie der Sendung Plusminus.
Ehni moderiert regelmäßig den Presseclub im WDR.

## Wirken
Ehni setzt sich dafür ein, dass auch Führungskräfte im WDR ihre Berufstätigkeit gut mit dem Familienleben vereinbaren können. Darüber hinaus ist es ihr ein Anliegen, gegen die „ungesunde Polarisierung“ in der Gesellschaft anzugehen. „Ehni beschreibt in acht Punkten, was verantwortlicher Journalismus leisten muss. Sie sagt: Wir müssen zuhören. Wir müssen die Leisen sichtbar machen. Und wir müssen vielfältiger werden.“